# Wieczór Wybrzeża
Wieczór Wybrzeża – dziennik (popołudniówka) ukazujący się w Gdańsku od 18 lutego 1957 do końca 2002, obejmujący swoim zasięgiem dawne województwo gdańskie. Publikacja pierwszego numeru miała miejsce pod kierownictwem Stanisława Spyry jako popołudniowe wydanie Głosu Wybrzeża. Wieczór Wybrzeża miał charakter gazety bulwarowej o lekkiej, rozrywkowej tematyce. Czasopismo przeszło 3 główne mutacje, 6 dodatków. W nim swoją karierę zaczynał jeden z najpopularniejszych polskich twórców komiksów, Janusz Christa, publikując tu najdłuższy polski serial komiksowy przygody Kajtka i Koka. Komiks ukazywał się codziennie przez czternaście lat (1958-1972). 
W grudniu 2001 połączono redakcje „Dziennika Bałtyckiego” i „Wieczoru Wybrzeża” pod hasłami: „Dwie gazety w cenie jednej” oraz „Dziennik dobry – dobry Wieczór”. Do końca 2002 roku „Wieczór Wybrzeża” był dodatkiem do „Dziennika Bałtyckiego”, następnie podjęto decyzję o jego likwidacji. Część numerów archiwalnych została poddana digitalizacji. Zeskanowane gazety dostępne są w Bałtyckiej Bibliotece Cyfrowej.